# Grzegorz Napierała
Grzegorz Napierała (ur. 22 października 1956 w Sopocie) – polski artysta malarz, związany obecnie z Kartuzami, gdzie mieszka.

## Życiorys
Urodził się w Sopocie jako jedyne dziecko Haliny z domu Szuba i Mariana Napierały. Jego dziadek ze strony matki, Antoni, był właścicielem składu mebli. Z kolei jego babcia ze strony ojca posiadała cegielnię.
Matka artysty, Halina, urodziła się w 1921 roku. Pochodziła ze Swarzędza. Z wykształcenia była modystką, pracowała w Pniewach w sklepie z kapeluszami, własnoręcznie je wykonując. Zmarła w 1980 roku, jest pochowana na cmentarzu w Sopocie.
Ojciec malarza, Marian, urodził się w 1919 roku. Pochodził z Pniew k. Poznania. Pracował jako handlowiec w Pniewach w sklepie kolonialnym Juliusa Meinla, kupca austriackiego. Zmarł w 1983 roku, jest pochowany na cmentarzu w Sopocie.
Rodzice Grzegorza Napierały poznali się jeszcze w Pniewach. Następnie tuż po wojnie zamieszkali wspólnie w Sopocie w poniemieckiej kamienicy przy ul. Bohaterów Monte Cassino 35, w mieszkaniu na pierwszym piętrze.
Napierała uczęszczał do Szkoły Podstawowej nr 7 w Sopocie, gdzie był raczej przeciętnym uczniem. Jego wychowawczynią była Wiesława Obryk.
Gdy miał 7 lat, jego rodzice rozwiedli się. Napierała mieszkał z matką w mieszkaniu przy ul. Bohaterów Monte Cassino. Jego ojciec związał się z wdową i także mieszkał w Sopocie, przy Al. Niepodległości.
Jako nastolatek Grzegorz Napierała grał w tenisa ziemnego w Sopockim Klubie Tenisowym. Jego największym sukcesem było dotarcie do ćwierćfinału Mistrzostw Polski Juniorów. Przed uzyskaniem pełnoletności interesował się również zwłaszcza zagadnieniami pirotechniki.
Jest absolwentem Technikum Przemysłu Spożywczego i Chemicznego w Gdańsku. W tej placówce otrzymał świadectwo maturalne, z przeciętnymi wynikami.
Studiował w Państwowej Wyższej Szkole Sztuk Pięknych w Gdańsku na Wydziale Malarstwa i Grafiki. Dyplom uzyskał w 1982 roku w pracowni prof. Kazimierza Śramkiewicza. Po studiach przez rok był pracownikiem technicznym na PWSSP, otrzymał też stypendium Ministra Kultury i Sztuki.
Jako student II roku ożenił się (ślub kościelny) z malarką Idą Łotocką, z którą miał córkę Julię, narodzoną tuż po śmierci matki, Haliny. Rozwód nastąpił na V roku studiów.

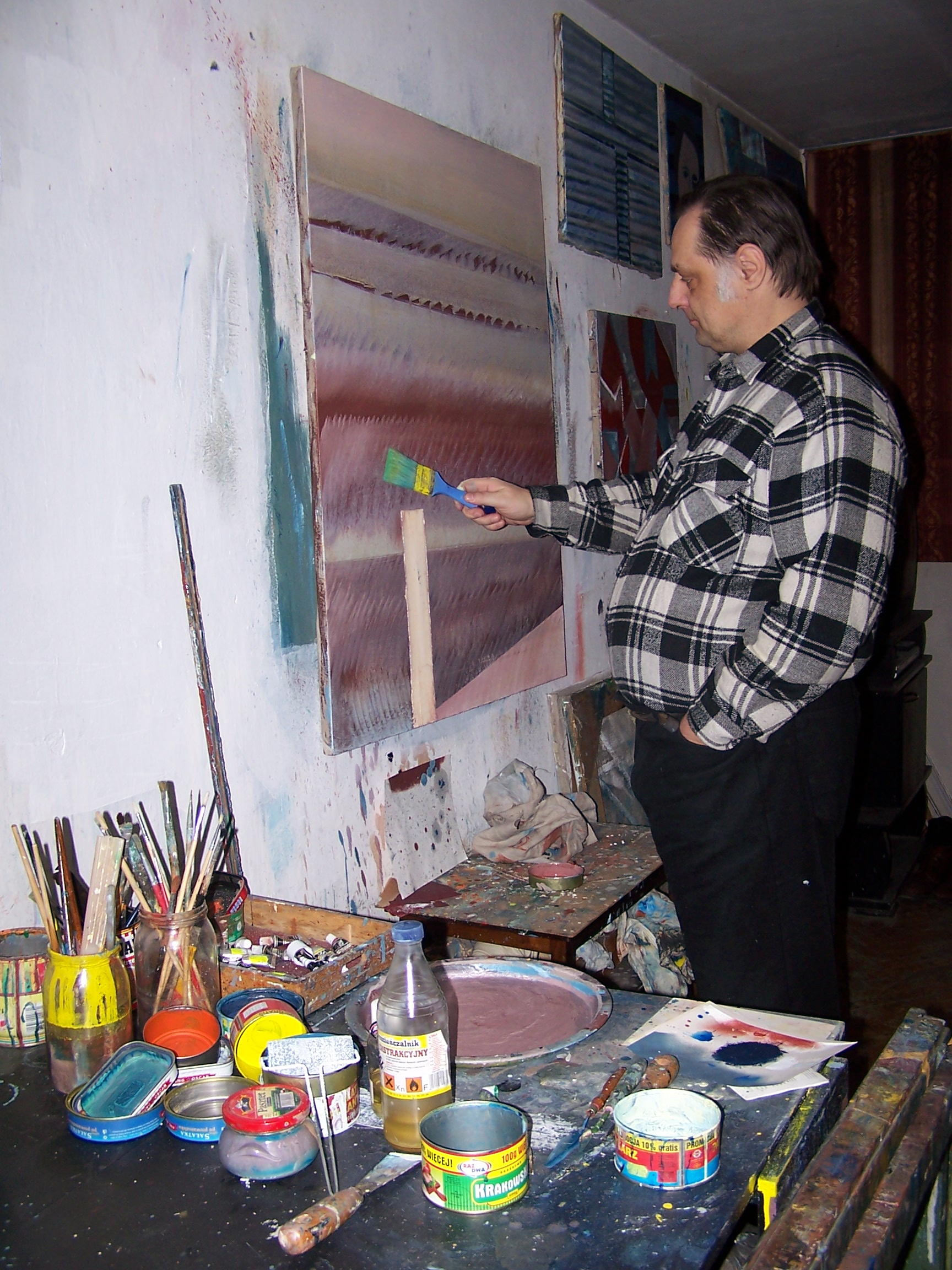
Grzegorz Napierała. Fot. Anna Trepczyk

Pod koniec lat 80. Grzegorz Napierała zamieszkał w Kartuzach. Pracował jako kierownik Klubu „Energetyka” przy zakładzie „Energa” w tym mieście. Organizował tam przez krótki czas wystawy malarstwa. Pracował także w Muzeum Kaszubskim w Kartuzach jako starszy asystent muzealny (oprowadzał wycieczki). W latach 1998−2000 był nauczycielem plastyki w miejscowej Szkole Podstawowej nr 2. Od tego czasu przebywa na rencie.
W 2016 roku ożenił się (ślub cywilny) z Władysławą z domu Miotke, primo voto Olszewską.
Jego wujem jest Włodzimierz Łajming, artysta-malarz, emerytowany profesor Akademii Sztuk Pięknych w Gdańsku. Łajming był mężem Bogdany, która była siostrą matki Napierały.
Przyjaźnił się ze Stanisławem Zielińskim, poetą i animatorem kultury, zmarłym w 2013 roku w Kartuzach.

## Twórczość
Prace Grzegorza Napierały znajdują się w kolekcjach prywatnych, ponadto w zbiorach Polskiej Akademii Nauk w Warszawie, Biblioteki Narodowej w Warszawie, Muzeum Narodowym w Gdańsku oraz Muzeum Kaszubskiego im. F. Tredera w Kartuzach.
Łącznie artysta stworzył jedynie ok. 150 prac.
W latach 80. Brał udział w plenerach malarskich w Jastrzębiej Górze, Białowieży, Olsztynku (plener „Grunwald”). Wystawiał w kraju i za granicą na wystawach zbiorowych, m.in. w Finlandii i RFN.
W 1983 roku dwie jego prace weszły w skład zbiorowej wystawy na 700-lecie Sopotu, zorganizowanej w Galerii Sztuki Biura Wystaw Artystycznych (BWA) w Sopocie przy współudziale BWA, Muzeum Narodowego w Gdańsku oraz Wydziału Kultury i Sztuki Urzędu Miejskiego w Sopocie. Pokłosiem tej wystawy był album pt. „Malarze i rzeźbiarze sopoccy 1945-1983”. Znalazły się w nim reprodukcje prac Napierały pt. „Sztandar Pułki I” (olej na płótnie; praca została skradziona, obecnie nadal jest poszukiwana) oraz „Pejzaż ze wstęgą I” (olej na płótnie).
W latach 90. W Czytelni kartuskiej Biblioteki odbyły się trzy wernisaże jego twórczości malarskiej. W 2013 roku w Czytelni zaprezentował też mieszkańcom Kartuz rysunki tuszem.
W 2016 otrzymał statuetkę 5-lecia Klubu Literatury i Sztuki im. Grażyny Pytki w Kartuzach. W 2017 wystawa jego dorobku twórczego z lat minionych odbyła się w ramach pierwszej odsłony I Kartuskiego Pleneru Artystycznego na Rynku (wspólnie z rzeźbiarzem Zenonem Sapałą). W tym samym roku Grzegorz Napierała otrzymał Stypendium Kulturalne Gminy Kartuzy na stworzenie obrazu kartuskiej Kolegiaty.
Grzegorz Napierała jest ponadto od wielu lat autorem afiszy wystaw organizowanych w Galerii Refektarz w Kartuzach.
Admiratorem twórczości Napierały oraz promotorem jego twórczości jest Piotr Smoliński, związany z kartuską biblioteką jako prowadzący od 2011 roku Klub Literatury i Sztuki im. Grażyny Pytki przy tej placówce.
Obrazy Napierały to abstrakcyjne lub półabstrakcyjne przedstawienia martwej natury bądź ludzkiej twarzy. Artysta tworzył także półabstrakcyjne pejzaże, lubował się w studium figur geometrycznych. Malował najczęściej olejno na płótnie, niektóre jego prace osiągały znaczne rozmiary. Cechowały się znamienną dla malarza nostalgią i smutkiem.
Obecnie Grzegorz Napierała maluje rzadko i nie tworzy już prac o znacznych rozmiarach.